# Municipio de Alexandria (Minnesota)
El municipio de Alexandria (en inglés: Alexandria Township) es un municipio ubicado en el condado de Douglas en el estado estadounidense de Minnesota. En el año 2010 tenía una población de 4098 habitantes y una densidad poblacional de 63,59 personas por km².

## Geografía
El municipio de Alexandria se encuentra ubicado en las coordenadas 45°53′32″N 95°18′40″O / 45.89222, -95.31111. Según la Oficina del Censo de los Estados Unidos, el municipio tiene una superficie total de 64.45 km², de la cual 53,03 km² corresponden a tierra firme y (17,71 %) 11,42 km² es agua.

## Demografía
Según el censo de 2010, había 4098 personas residiendo en el municipio de Alexandria. La densidad de población era de 63,59 hab./km². De los 4098 habitantes, el municipio de Alexandria estaba compuesto por el 97,54 % blancos, el 0,46 % eran afroamericanos, el 0,34 % eran amerindios, el 0,68 % eran asiáticos, el 0,17 % eran de otras razas y el 0,81 % eran de una mezcla de razas. Del total de la población el 0,68 % eran hispanos o latinos de cualquier raza.